# Drusus biguttatus
Drusus biguttatus är en nattsländeart som först beskrevs av Francois Jules Pictet de la Rive 1834.  Drusus biguttatus ingår i släktet Drusus och familjen husmasknattsländor. Inga underarter finns listade i Catalogue of Life.